# Francisco Fábregas Vehil
Francisco Fábregas Vehil (Barcelona, 1901-La Habana, 19 de marzo de 1983) fue un arquitecto racionalista español, miembro del GATCPAC. Desarrolló su carrera profesional a caballo entre Andalucía y Cataluña, siendo autor de numerosos edificios. Tras el final de la Guerra Civil resultó inhabilitado por las autoridades franquistas y se exilió en la isla de Cuba. 

## Biografía
Nació en 1901 en Barcelona. Cursó estudios en la Escuela Técnica Superior de Arquitectura de Barcelona, donde se tituló en 1925. Instalado en Sevilla, desde 1927 trabajó como arquitecto para la empresa «Técnica de Construcción», con sede en Barcelona y Madrid, para la que realizó los proyectos de ayuntamiento, colegio, mercado, matadero y obras de pavimentación y alcantarillado para el municipio granadino de Santa Fe. El colegio (denominado «Colegio Nacional Reyes Católicos») fue construido en 1930. La casa consistorial, construida en 1931, es de estilo regionalista, con una fachada compuesta por ladrillos y placas de cerámica vidriada de estilo árabe. Entre 1927 y 1928 realizó el cementerio de Gata de Gorgos (Alicante), así como un depósito y un proyecto de puente para dicha localidad.

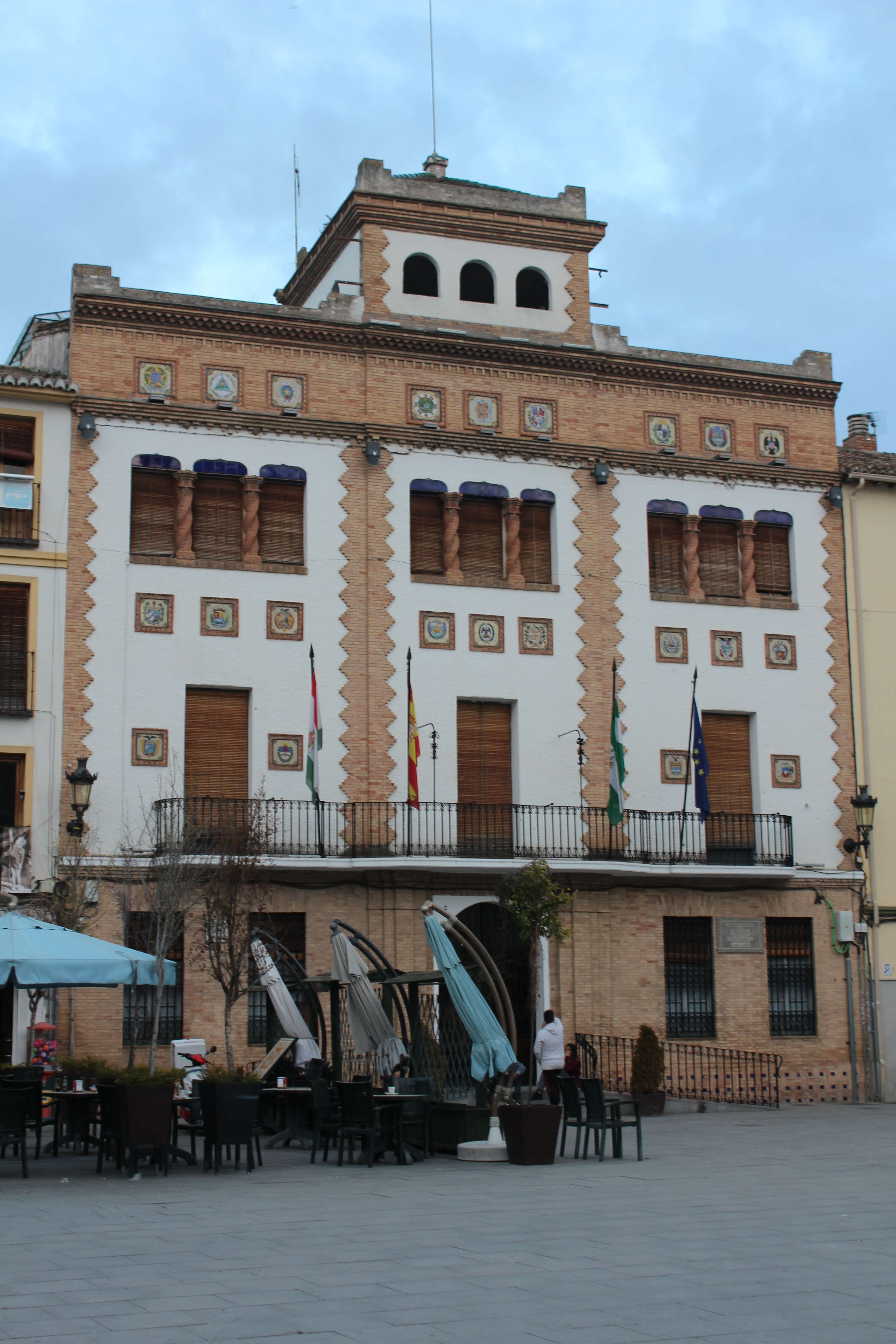
Casa consistorial de Santa Fe, de Francisco Fábregas (1931)

En 1929 elaboró con Ricardo de Churruca y Germán Rodríguez Arias un proyecto de plaza de toros para la exposición Arquitectura Nueva en las Galerías Dalmau de Barcelona. En 1931 realizó diversas obras en Sevilla, como el chalet para María Zenaida Queralt y López, marquesa de Campo-Nuevo, en la calle Cardenal Ilundain (desaparecido), y dos casas y almacenes para Juan Sangrán González de Velasco, en el pasaje Esquivel.
De regreso a Barcelona en 1932, donde compartió estudio con Rodríguez Arias y Churruca, el 1 de enero de 1933 se integró en el GATCPAC (Grupo de Arquitectos y Técnicos Catalanes para el Progreso de la Arquitectura Contemporánea). Este grupo abordó la arquitectura con voluntad renovadora y liberadora del clasicismo novecentista, así como la de introducir en España las nuevas corrientes internacionales derivadas del racionalismo practicado en Europa por arquitectos como Le Corbusier, Ludwig Mies van der Rohe, Walter Gropius y J.J.P. Oud. El GATCPAC defendía la realización de cálculos científicos en la construcción, así como la utilización de nuevos materiales, como las placas de fibrocemento o la uralita, además de materiales más ligeros como el vidrio.
De entre las obras colectivas diseñadas por el grupo, Fábregas fue nombrado director del proyecto de la Ciudad de Reposo y Vacaciones, un proyecto integrado dentro del Plan Macià que preveía un vasto complejo destinado al ocio que se situaría en las playas de Viladecans, Gavá y Castelldefels, finalmente no realizado.
En 1933 fue autor de un proyecto no realizado de construcción estándar para campos de aterrizaje de la Generalidad de Cataluña. Al año siguiente elaboró con Raimon Duran i Reynals un proyecto de parvulario y escuela graduada para Pineda de Mar, así como una vivienda particular en Aiguafreda y el edificio de Viñas Goig-desperdicios de algodón S. A., en San Adrián de Besós.
En 1935 construyó en Barcelona un edificio de viviendas en la Ronda de San Pablo, un edificio residencial en la calle Grassot, la casa Soler i Aguilar en la calle Fransa y el edificio residencial y cine de Fèlix Llobet, en la calle de París n.º 193-199. Ese año realizó también el Matadero Municipal de Camas (Sevilla) y los proyectos de Mercado de Abastos, Sala-Hospital de Primeros Auxilios, Matadero Municipal, Casa Consistorial, Grupo Escolar Mixto con vivienda del profesorado y abastecimiento de aguas potables y alcantarillado para Cúllar-Baza (Granada), ninguno de ellos ejecutado.
Afiliado al PSUC en 1936, y al Sindicato de Arquitectos de Cataluña en 1937, ese año fue nombrado subsecretario del Departamento de Obras Públicas de la Generalidad de Cataluña y arquitecto asesor del Departamento de Construcción del Consejo de Economía de Cataluña. Fue coautor, con Joan Grijalbo, del estudio Municipalización de la propiedad urbana (1937). En 1938 fue llamado a filas como oficial del ejército republicano.

### Exilio y etapa posterior
Después de la Guerra Civil, inhabilitado para el ejercicio de su profesión por el Colegio de Arquitectos de Cataluña, dominado por las nuevas autoridades franquistas, se exilió a Cuba, donde sobrevivió como comercial de productos para la construcción. Tras el triunfo de la revolución de Fidel Castro, fue profesor en la Universidad de La Habana y participó en la redacción de la legislación urbanística del nuevo gobierno. También participó en el proyecto para la ciudad escolar Camilo Cienfuegos y fue nombrado jefe del Departamento de Construcción de la Junta Central de Planificación (JUCEPLAN), y jefe de Viviendas y Servicios Comunales de La Habana. Colaboró con la revista Per Catalunya, publicada por catalanes exiliados en Cuba.
En 1978 regresó a Barcelona, pero tras intentar sin éxito ser readmitido en el Colegio de Arquitectos de Cataluña regresó a Cuba, donde falleció en 1983.